# Karim Sène
 (juin 2010).
Si vous disposez d'ouvrages ou d'articles de référence ou si vous connaissez des sites web de qualité traitant du thème abordé ici, merci de compléter l'article en donnant les références utiles à sa vérifiabilité et en les liant à la section « Notes et références ».
Pour les articles homonymes, voir Sène.
Karim Sène (né le 26 août 1971 à Condat dans le Cantal, en France) est un perchiste sénégalais.

## Biographie
Après une carrière de sportif de haut niveau, Karim Sène abandonne le saut à la perche et se reconvertit dans l'éducation. Il est désormais professeur de sport au collège Victor-Hugo  ainsi qu'à l'université Paris 1 - Panthéon Sorbonne où il est professeur de musculation, de boxe et de saut à la perche.

## Palmarès
| Année | Compétition            | Lieu        | Résultat | Hauteur |
| ----- | ---------------------- | ----------- | -------- | ------- |
| 2000  | Championnats d'Afrique | Alger       | 2e       | 4,80    |
| 2002  | Championnats d'Afrique | Tunis       | 1er      | 5,00    |
| 2003  | Jeux africains         | Abuja       | 3e       | 5,00    |
| 2003  | Jeux afro-asiatiques   | Hyderabad   | 2e       | 5,05    |
| 2004  | Championnats d'Afrique | Brazzaville | 2e       | 5,00    |
| 2006  | Championnats d'Afrique | Bambous     | 3e       | 4,80    |
| 2007  | Jeux africains         | Alger       | 2e       | 5,10    |

## Records
| Épreuve          | Épreuve   | Marque      | Lieu                  | Date           |
| ---------------- | --------- | ----------- | --------------------- | -------------- |
| Saut à la perche | Plein air | 5,21 m (NR) | Fribourg              | 26 août 2003   |
| Saut à la perche | Salle     | 5,14 m (NR) | Carrières-sous-Poissy | 3 février 2007 |